# João Ramalho
Đô thị này nằm ở vĩ độ 22º15'01" độ vĩ nam và kinh độ 50º46'04" độ vĩ tây, trên khu vực có độ cao 551 m. Dân số năm 2004 ước tính là 4.245 người, diện tích là 416,035 km².

## Thông tin nhân khẩu
Dữ liệu dân số theo điều tra dân số năm 2000
Tổng dân số: 3.842
- Dân số thành thị: 3.075
- Dân số nông thôn: 767
- Nam giới: 1.933
- Nữ giới: 1.909

Mật độ dân số (người/km²): 9,23
Tỷ lệ tử vong trẻ sơ sinh dưới 1 tuổi (trên một triệu người): 9,89
Tuổi thọ bình quân (tuổi): 74,78
Tỷ lệ sinh (số trẻ trên mỗi bà mẹ): 2,81
Tỷ lệ biết đọc biết viết: 84,86%
Chỉ số phát triển con người (HDI-M): 0,776
- Chỉ số phát triển con người - Thu nhập: 0,665
- Chỉ số phát triển con người - Tuổi thọ: 0,830
- Chỉ số phát triển con người - Giáo dục: 0,834

(Nguồn: IPEADATA)